# Турция на зимних Олимпийских играх 1968
Турция принимала участие в Зимних Олимпийских играх 1968 года в Гренобле (Франция) в шестой раз за свою историю, но не завоевала ни одной медали.

## Состав сборной
Страну представляли 11 спортсменов (только мужчины), выступивших в соревнованиях по горнолыжному спорту и лыжным гонкам.

## Результаты

### Лыжные гонки
Соревнования прошли в Отране с 6 по 16 февраля.
В личном первенстве на дистанции 15 км турецкие лыжники заняли 4 последних места, но всё же они добрались до финиша.
| Дистанция                  | Дата       | Спортсмен    | Результат | Результат |
| Дистанция                  | Дата       | Спортсмен    | Время     | Место     |
| -------------------------- | ---------- | ------------ | --------- | --------- |
| 15 км с раздельным стартом | 10 февраля | Яшар Орен    | 1’09:03,8 | 72        |
| 15 км с раздельным стартом | 10 февраля | Наджи Огюн   | 1’05:56,4 | 71        |
| 15 км с раздельным стартом | 10 февраля | Рызван Озбей | 1’05:02,3 | 70        |
| 15 км с раздельным стартом | 10 февраля | Шереф Чинар  | 1’04:12,2 | 69        |

Эстафета 4×10 км (мужчины)
Эстафета прошла 14 февраля. Турецкие лыжники заняли последнее место с отставанием от лидера +53:18,6.
| Спортсмены                                    | Результат | Результат |
| Спортсмены                                    | Время     | Место     |
| --------------------------------------------- | --------- | --------- |
| Рызван Озбей Яшар Орен Шереф Чинар Наджи Огюн | 3’01:52,1 | 15        |